# Aguascalientes (stat)
Aguascalientes este una dintre cele 32 de entități federale ale Statelor Unite Mexicane. Statul se găsește în centrul țării, fără ieșire la mare, învecinându-se la nord cu statul Zacatecas iar la sud cu Jalisco. Este un stat relativ mic, fiind cel de-al 27-lea stat ca mărime a suprafeței, contând cu doar 0,3 % din suprafața totală a țării. Capitala statului este orașul cu nume omonim, Aguascalientes. Aidoma celorlalte state federale, Aguascalientes are o constituție proprie, un cod penal propriu, o adunare legislativă locală și o stemă.
1. ↑   https://encyklopedia.pwn.pl/haslo/Aguascalientes;3866433.html Lipsește sau este vid: |title= (ajutor)